# Centrolene litorale
A Centrolene litorale a kétéltűek (Amphibia) osztályába, a békák (Anura) rendjébe, ezen belül az üvegbékafélék (Centrolenidae) családjának Centrolene nemébe tartozó faj.

## Előfordulása
Kolumbiában és Ecuadorban él. Természetes élőhelye a szubtrópusi és trópusi alföldi esőerdők és folyók. Veszélyeztetettségi státusza kevéssé ismert.